# Calliephialtes exilis
Calliephialtes exilis är en stekelart som först beskrevs av Brulle 1846.  Calliephialtes exilis ingår i släktet Calliephialtes och familjen brokparasitsteklar. Inga underarter finns listade.